# Carl Hermann Gaiser
Carl Hermann Gaiser (* 18. Januar 1889 in Göppingen; † 2. Juli 1969 ebenda) war ein deutscher Politiker.
Gaiser war Inhaber eines Schuhgeschäfts. Er war zeitlebens ein überzeugter Liberaler. Nach dem Ersten Weltkrieg war er Gründer der Deutschen Volkspartei in Göppingen. Nach dem Zweiten Weltkrieg gründete er den Göppinger Verband der Demokratischen Volkspartei, die 1948 in der Freien Demokratische Partei aufging.
Gaiser gehörte zunächst von Januar bis Juni 1946 der von der amerikanischen Militärregierung ernannten Vorläufigen Volksvertretung von Württemberg-Baden an. Von Juni bis November 1946 war er Mitglied der in freier Wahl gewählten Verfassunggebenden Landesversammlung Württemberg-Baden. Bei der Landtagswahl in Württemberg-Baden im November 1946 wurde er in den Landtag gewählt, dem er bis zum Ende der ersten Wahlperiode im November 1950 angehörte.
1952 wurde Gaiser das Bundesverdienstkreuz am Bande verliehen. Außerdem ist die Carl-Hermann-Gaiser-Straße in Göppingen nach ihm benannt. Nach seinem Tod wurde 1970 die Carl-Hermann-Gaiser-Stiftung, die den Schwimmsport für Jugendliche und Senioren in Göppingen unterstützt. Gaiser war 1904 Gründungsmitglied des Schwimmvereins Göppingen und mit Unterbrechungen bis 1961 dessen Vorsitzender.